# Carlos Medina
Carlos Humberto Medina San Millán (Ciudad de México, 12 de agosto de 1988) más conocido como Carlos Medina, es un bajista, compositor y productor mexicano. Es miembro y fundador del grupo de indie rock; Little Jesus, así como de Petite Amie. En 2023 su álbum debut Norte fue certificado disco de oro por la Asociación Mexicana de Productores de Fonogramas y Videogramas (AMPROFON) por más de 30 000 copias vendidas.
Ha ganado siete premios con Little Jesus en los Indie-O Music Awards entre los que se encuentran canción del año con «Azul», mejor disco rock con Norte, mejor acto en vivo, artista nuevo y banda del año en 2014,  así como mejor arte/empaque con la versión japonesa de Norte, y video del año con «Norte». También fueron nominados a video del año con «Cretino» y a mejor acto en vivo en 2015.
También con Little Jesus ha lanzado cuatro álbumes de estudio: Norte (2013), Río salvaje (2016),Disco de oro (2019) y El show debe continuar (2024) Cuentan con un álbum con versiones en japonés; Norte (Japanese versión) (2014). Entre sus canciones más populares se encuentran: «Azul», «Pesadilla», «Berlín», «Norte», «Color», «Químicos», «Se fue», «Presente», «La magia», «TQM», «Los años maravillosos», «Fuera de lugar», «Disco de oro», «Gracias por nada», etc. 
En 2019, inició un nuevo proyecto musical que lleva por nombre Petite Amie, una banda de pop rock, donde funge como compositor de canciones y productor discográfico. Para 2021 ya habían lanzado su primer álbum de estudio Petite amie y habían realizado una gira por los Estados Unidos y Canadá. Tomaron referencias de bandas como The Beatles, Pink Floyd, Big Thief, Magic Potion, Unknown Mortal Orchestra y Crumb para su estilo musical.Sus primeras grabaciones, comenzaron  en los Estudios Chimychanga en Coyoacán, Ciudad de México.

## Carrera artística

### 2012-presente: Con Little Jesus
Little Jesus comenzó su trayectoria sin un álbum previo, tocando en diversas localidades del área metropolitana de la Ciudad de México, como Texcoco, Aragón y Tultitlán. Estas primeras presentaciones les permitieron darse a conocer en la escena independiente. Posteriormente, lograron presentarse en la Estela de Luz, lo que consolidó su presencia en la escena indie contemporánea, con un sonido que inicialmente describieron como tropipop. En julio de 2012, la banda tuvo su primer concierto oficial como teloneros de Matilda Manzana en El Imperial. Su álbum debut, Norte, fue lanzado a finales de 2013. El segundo álbum, Río Salvaje (2016), marcó una transición notable en su estilo musical. Fue un álbum conceptual que incluyó canciones más largas, de hasta ocho minutos, con influencias de sonidos psicodélicos y de artistas como Pink Floyd, Michael Jackson y Alan Parsons. Este trabajo reflejó una evolución en comparación con sus producciones anteriores. Entre las canciones destacadas se encuentra TQM (2017), una colaboración con Ximena Sariñana y Elsa y Elmar. Disco de oro fue el tercer álbum y el primero bajo un contrato discográfico con Sony Music. Durante la grabación del álbum, el proceso consistió en crear una canción por día. Los integrantes de la banda se reunían, trabajaban en el desarrollo de una nueva pieza y, una vez lista, se dirigían al estudio en el Desierto de los Leones.El proceso de creación de El show debe continuar, cuarto álbum, estuvo marcado por desafíos, incluyendo el robo de una computadora con canciones del nuevo disco, lo que obligó a replantear el enfoque del álbum.

### 2019-presente: Con Petite Amie
Petite Amie una banda de pop-rock psicodélico formada en la Ciudad de México en 2019. Ese mismo año, los integrantes comenzaron a escribir canciones, y en 2020 lanzaron una serie de sencillos. Estas canciones formaron parte de su primer álbum homónimo, publicado en octubre de 2021. En 2024, la banda planeó el lanzamiento de un nuevo álbum a través del sello español Sonido Muchacho. La música de Petite Amie se caracteriza por voces en francés y español, guitarras acústicas, sintetizadores, solos de guitarra con fuzz y baterías, fusionando diversos géneros dentro del pop-rock psicodélico. Entre sus influencias principales se encontraban bandas como The Beatles, Pink Floyd, Big Thief, Magic Potion, Unknown Mortal Orchestra y Crumb.

## Discografía
Con Little Jesus
Álbumes de estudio
- 2013: Norte[17]
- 2016: Río salvaje[18]
- 2019: Disco de oro[19]
- 2024: El show debe continuar[20]

Otros álbumes
- 2014: Norte (Versión japonesa)[21]

Con Petite Amie
- 2021: Petite Amie[22]

## Premios y nominaciones
| Año  | Entrega      | Categoría           | Nominación               | Resultado | Ref.   |
| ---- | ------------ | ------------------- | ------------------------ | --------- | ------ |
| 2014 | Premios IMAS | Canción del año     | «Azul»                   | Ganadores | [ 23 ] |
| 2014 | Premios IMAS | Mejor acto en vivo  | Little Jesus             | Ganadores | [ 23 ] |
| 2014 | Premios IMAS | Artista nuevo       | Little Jesus             | Ganadores | [ 24 ] |
| 2014 | Premios IMAS | Mejor banda del año | Little Jesus             | Ganadores | [ 24 ] |
| 2014 | Premios IMAS | Mejor disco rock    | Norte                    | Ganadores | [ 25 ] |
| 2015 | Premios IMAS | Mejor Arte/Empaque  | Norte (Versión japonesa) | Ganadores | [ 26 ] |
| 2015 | Premios IMAS | Video del año       | «Norte»                  | Ganadores | [ 27 ] |

| Año  | Entrega      | Categoría          | Nominación   | Resultado | Ref.   |
| ---- | ------------ | ------------------ | ------------ | --------- | ------ |
| 2014 | Premios IMAS | Video del año      | «Cretino»    | Nominados | [ 28 ] |
| 2015 | Premios IMAS | Mejor acto en vivo | Little Jesus | Nominados | [ 29 ] |